# Ardanovce
Ardanovce es un municipio del distrito de Topoľčany en la región de Nitra, Eslovaquia, con una población estimada a final del año 2024 de 233 habitantes.
Se encuentra ubicado al norte de la región, cerca del río Nitra (cuenca hidrográfica del Danubio) y de la frontera con las regiones de Trnava y Trenčín.

## Demografía
| Año        | 1994 | 2004    | 2014     | 2024     |
| ---------- | ---- | ------- | -------- | -------- |
| Población  | 234  | 239     | 209      | 233      |
| Diferencia |      | +2,13 % | −12,55 % | +11,48 % |

| Año        | 2023 | 2024    |
| ---------- | ---- | ------- |
| Población  | 221  | 233     |
| Diferencia |      | +5,42 % |